# Gilberto Gil
Gilberto Passos Gil Moreira (Salvador, 26 de junho de 1942) é um cantor, compositor, músico, político e escritor brasileiro. Com uma carreira de mais de seis décadas, é conhecido por sua relevante contribuição na música brasileira e por ser vencedor de prêmios Grammy Awards, Grammy Latino e galardoado pelo governo francês com a Ordem Nacional do Mérito (1997). Em 1999, foi nomeado "Artista pela Paz", pela UNESCO.
Gil foi também embaixador da ONU para agricultura e alimentação, e ministro da Cultura do Brasil, entre 2003 e 2008, durante partes dos dois primeiros mandatos do presidente Luiz Inácio Lula da Silva.
Em mais de cinquenta álbuns lançados, o cantor incorpora a gama eclética de suas influências, incluindo rock, gêneros tipicamente brasileiros, música africana, funk, música disco e reggae. Em 2021, foi eleito para a cadeira de número 20 da Academia Brasileira de Letras.

## Juventude
Gilberto Gil nasceu em 26 de junho de 1942, em Salvador, Bahia. É o primogênito de José Gil Moreira (1913–1991), médico formado pela Universidade da Bahia, e de Claudina Passos Gil Moreira (1914–2013), professora primária. No início da década de 1940, a família residia no Tororó, um bairro modesto de Salvador. Devido a dificuldades em trabalhar, o Dr. José Moreira decidiu mudar-se com a esposa para a cidade de Ituaçu. Posteriormente, o casal saiu de Ituaçu, no interior do estado da Bahia, voltando a Salvador, para que a criança nascesse na capital. Três semanas após o nascimento, a família retornou a Ituaçu, onde Gil passou toda a sua infância.
Em agosto de 1943, nasce sua irmã, Gildina Passos Gil Moreira. Tanto Gilberto quanto Gildina foram alfabetizados pela tia-avó Lídia, professora aposentada da tradicional Escola Marquês de Abrantes e mãe de criação do pai de Gilberto. Enquanto a avó preparava as refeições da família, Gil e sua irmã faziam as tarefas. Gil lembra que o "professor [mais] paradigmático da minha vida, sem dúvida, foi a minha avó. Foi ela, lá em casa, quem me apresentou ao mundo dos livros, do conhecimento, das histórias, o mundo de Monteiro Lobato".
Aos 3 anos de idade, o menino já manifestava seu desejo de ser músico, fascinado com os sons da banda local, do sanfoneiro Cinézio e dos cantadores e violeiros — remanescentes dos trovadores medievais, cantam versos de improviso, fazendo desafios entre si, contando estórias e história nos pontos mais longínquos do interior. Era uma das principais fontes de informação da população nordestina do Brasil. Seus versos eram feitos impressos em cordéis. Além disso, Gil também ouvia grandes sucessos das rádios do Rio de Janeiro e nos gramofones da cidade, os álbuns de Orlando Silva, Bob Nelson e Luiz Gonzaga. Em 1952, aos 9 anos de idade, Gilberto e sua irmã mudaram-se para a cidade de Salvador, onde foram admitidos no Colégio Nossa Senhora da Vitória e, no mesmo ano, em uma escola de acordeom, na Academia de Acordeom Regina. A partir de então, passou a receber influências da música de Dorival Caymmi, bem como os novos estilos musicais vindos do sul do país, como jazz.
Em 1960 concluiu o ensino médio e prestou vestibular para cursar engenharia, porém, não foi aprovado. Então, decidiu fazer cursinho, com o objetivo de cursar administração de empresas. No ano seguinte, foi aprovado e passa a estudar na Universidade da Bahia. Durante o curso, Gilberto Gil promoveu e participou em eventos de vanguarda, como o Seminário de Música, dirigido pelo professor e compositor Hans-Joachim Koellreutter, que dá ao jovem o contato com a música erudita contemporânea; conheceu e passou a namorar Belina de Aguiar (nascida em Salvador, em 26 de maio de 1938), bancária que, mais tarde, tornou-se professora universitária. Em dezembro de 1964 se formou em administração de empresas, e em janeiro do ano seguinte, mudou-se para São Paulo, com o objetivo de prestar um processo seletivo para a Gessy Lever.

## Carreira musical

### 1959–65: Início da carreira
Aos 18 anos de idade Gilberto Gil formou com amigos o conjunto "Os Desafinados", conjunto instrumental onde ele revezava na sanfona e vibrafone. O grupo se apresentava em festas de aniversário, escolas e sedes de clubes de Salvador. Gil ficou no grupo até 1961. No final dos anos 1950, aos 17 anos, quando a bossa nova estava em ascensão, ele escutou o cantor e violonista baiano João Gilberto e, a partir de então, Gilberto abandonou o sanfona e passou a tocar violão. Inicialmente, utilizou o instrumento de sua irmã, até ter o seu — dado por sua mãe, posteriormente, contudo, segundo Gil, ele teve dificuldades em tocar samba e bossa nova no violão, ainda muito influenciado por Luiz Gonzaga, Gil só conseguia executar o baião. Ele começou a escrever poemas, em sua maioria metrificados e influenciados pelos românticos Castro Alves e Gonçalves Dias, e o parnasiano Olavo Bilac, por exemplo. Oficialmente, sua carreira começou em 1962, compondo e tocando jingles. Tempos depois, "Bem Devagar", primeira canção composta por Gil, foi lançada em um compacto gravado pelo grupo feminino As Três Baianas, e ele participou da gravação tocando acordeom. Nessa época, ele também participava cantando em programas da rede de televisão local, e gravou uma canção feita para a Petrobras, "Povo Petroleiro", onde no lado B, Gil interpretou a marcha carnavalesca "Coça, Coça, Lacerdinha" - sua primeira gravação cantando, lançada pela gravadora JS Discos. No ano seguinte, Gil gravou e lançou o EP Gilberto Gil: Sua Música, Sua Interpretação, que continha quatro faixas composta pelo próprio. Desse, fora extraído o single "Decisão", samba conhecido e rebatizado depois de "Amor de Carnaval". No final do mesmo ano, Gil conheceu Caetano Veloso — que havia conhecido Gil pela TV e o tinha como um ídolo — apresentado pelo produtor musical Roberto Sant'Ana, e logo depois conheceu as cantoras Maria Bethânia e Gal Costa. Em junho de 1964, os quatro, Tom Zé e outros, realizaram o espetáculo "Nós, Por Exemplo...", inaugurando o Teatro Vila Velha, de Salvador, sob a direção geral de João Augusto e musical assinada por Gil e Santana, com repertório composto de canções próprias e de bossas de compositores como Dorival Caymmi. "Individual", primeira apresentação solo de Gil, ocorreu no ano seguinte, no Vila Velha, sob a direção de Caetano. Gil passou a ter vida dupla, de manhã preparava-se para se tornar diretor da empresa, e à noite, frequentava lugares como Galeria Metrópole, onde conheceu e encontrou-se com diversos artistas, tocava e cantava em vários bares, como o Redondo e o Bossinha; no João Sebastian Bar, por exemplo, conheceu Chico Buarque. Passou, então, a fazer parcerias com os letristas Capinan e Torquato Neto, além de participar com Caetano, Gal, Bethânia e Tom Zé, da "Arena canta Bahia", espetáculo dirigido por Augusto Boal, e encenado no Teatro Oficina. Gravou sua primeira fita demo e enviou para o escritório de uma editora musical. A fita possuía cerca de 30 minutos de duração, apresentando trechos de dezoito canções. Em outubro, Gil cantou "Iemanjá", com Othon Bastos, no V Festival da Balança, promovido pelo Diretório Acadêmico da Faculdade de Direito da Universidade Mackenzie, gravado pela RCA, sendo convidado pela gravadora, a lançar o primeiro single de sua carreira por um grande selo, "Procissão". Gilberto Gil ouvia músicas da Jovem Guarda, pois isso ajudou muito na sua carreira musical, mas não entrou pro movimento devido a oposição  do Caetano Veloso ao Iê-Iê-Iê.

### 1966–68:Louvação, os festivais e a Tropicália

Gilberto Gil e Nana Caymmi no III Festival da Música Popular, 1967.

No início de 1966 Gil passou a se destacar no programa O Fino da Bossa, exibido pela Record e apresentado por Elis Regina, a quem mostrou suas composições "Eu Vim da Bahia" e "Louvação". Seu sucesso rendeu um contrato para lançar um álbum pela Philips Records; Gil, então, abandonou o emprego na Gessy Lever e decidiu viver apenas de música, mudando-se para a cidade do Rio de Janeiro com Belinda e sua filha, Nara. "Procissão", primeiro single oficial do cantor, foi lançado em 1965. No ano seguinte, 1966, a gravadora disponibilizou "Ensaio Geral", segunda canção de trabalho de Gil. Então, ele viajou para Recife, apresentando o espetáculo "Individual", autodirigido. Ali, ele conheceu tanto a vanguarda local quanto a tradição, como as bandas de pífanos de Caruaru, trazendo consigo, ao voltar ao Rio de Janeiro, essas influências. Em maio de 1967 Gilberto Gil lançou seu primeiro álbum, Louvação. O álbum contém arranjos de Dorival Caymmi Filho (Dori Caymmi), e composições de Caetano Veloso, José Carlos Capinam, Torquato Neto, Geraldo Vandré e João Augusto, com temática regional da Bahia, como "Água de Meninos", por exemplo, que retrata um incêndio ocorrido em um cais do porto, próximo de combustíveis e de moinhos de trigo. Alguns críticos elogiaram o álbum, dizendo que esse possui uma "incrível riqueza melódica", influenciada por Tom Jobim. Apesar de não conter temáticas e estilos tropicalistas, Louvação mostrava que o movimento estava se organizando. O programa de Gil, Ensaio Geral, sai do ar em maio.

Gilberto Gil durante o histórico Festival de Música Popular Brasileira de 1967, defendendo com Os Mutantes a sua canção "Domingo no Parque", que ficou em segundo lugar.

É ali, no Rio de Janeiro, que o cantor ia participar de diversos festivais promovidos pela Record e TV Rio e concorreu, como compositor, em dois deles: I Festival Internacional da Canção, promovido pela TV Rio, com "Minha Senhora", interpretada por Gal Costa; e II Festival de Música Popular Brasileira, da Record, com "Ensaio Geral" - classificado em quinto lugar -, interpretado por Elis Regina. Essa última canção, tornou-se título de um programa de televisão apresentado por Gil na TV Excelsior. Em outubro de 1967, durante o III Festival de Música Popular Brasileira, realizado no Teatro Paramount, onde Nana foi sua parceira em "Bom Dia", ele apresentou uma das canções que o marcou como compositor. Historicamente, o Brasil passava por uma fase de grande nacionalismo. Dessa maneira, o país rejeitava características de outras culturas como, por exemplo, as guitarras elétricas, que era uma "marca da cultura estadunidense e inglesa, além de representar o comercialismo", como lembra Caetano. Em contrapartida Gil, influenciado pelos Beatles, resolveu incluir o rock e a música brasileira em "Domingo no Parque", interpretado ao lado de Os Mutantes.
A canção ficou classificada em segundo lugar, além de ser premiado devido ao "moderno arranjo", feito por Rogério Duprat. Ao lado de "Alegria, Alegria", de Caetano Veloso, a primeira tornou-se um divisor de águas na música brasileira, pois, a partir de então até o fim de 1968, foi instalado no cenário brasileiro um movimento revolucionário, influenciado por Oswald de Andrade e o movimento antropofágico, batizado como Tropicália - nome de uma exposição de arte criada pelo carioca Hélio Oiticica, durante a mostra Nova Objetividade Brasileira, realizada no Museu de Arte Moderna do Rio de Janeiro, que levou o nome. Porém, foi Nelson Motta, com o artigo chamado "A Cruzada Tropicalista", publicado no jornal Última Hora, em 5 de fevereiro de 1968, que batizou o movimento.
O uso desses instrumentos e esse novo estilo musical, sob a música popular, além de tudo, representava um choque com o governo daquela época. O Brasil sofreu o golpe militar em 31 de março de 1964, as liberdades democráticas conquistadas em décadas anteriores foram suspensas. Os militares instauraram no País um governo regido por atos institucionais, uma espécie de decreto que servia para implementar medidas que poderiam estar acima da ordem constitucional. Durante o governo do marechal Costa e Silva, foi promulgado o Al-5, em 13 de dezembro de 1968, que dava ao Executivo poderes quase absolutos sobre todas as instituições. Dessa maneira, a música popular deveria tornar-se o veículo de dissensão política.

### 1968: Consolidação do movimento, segundo álbum e repressão

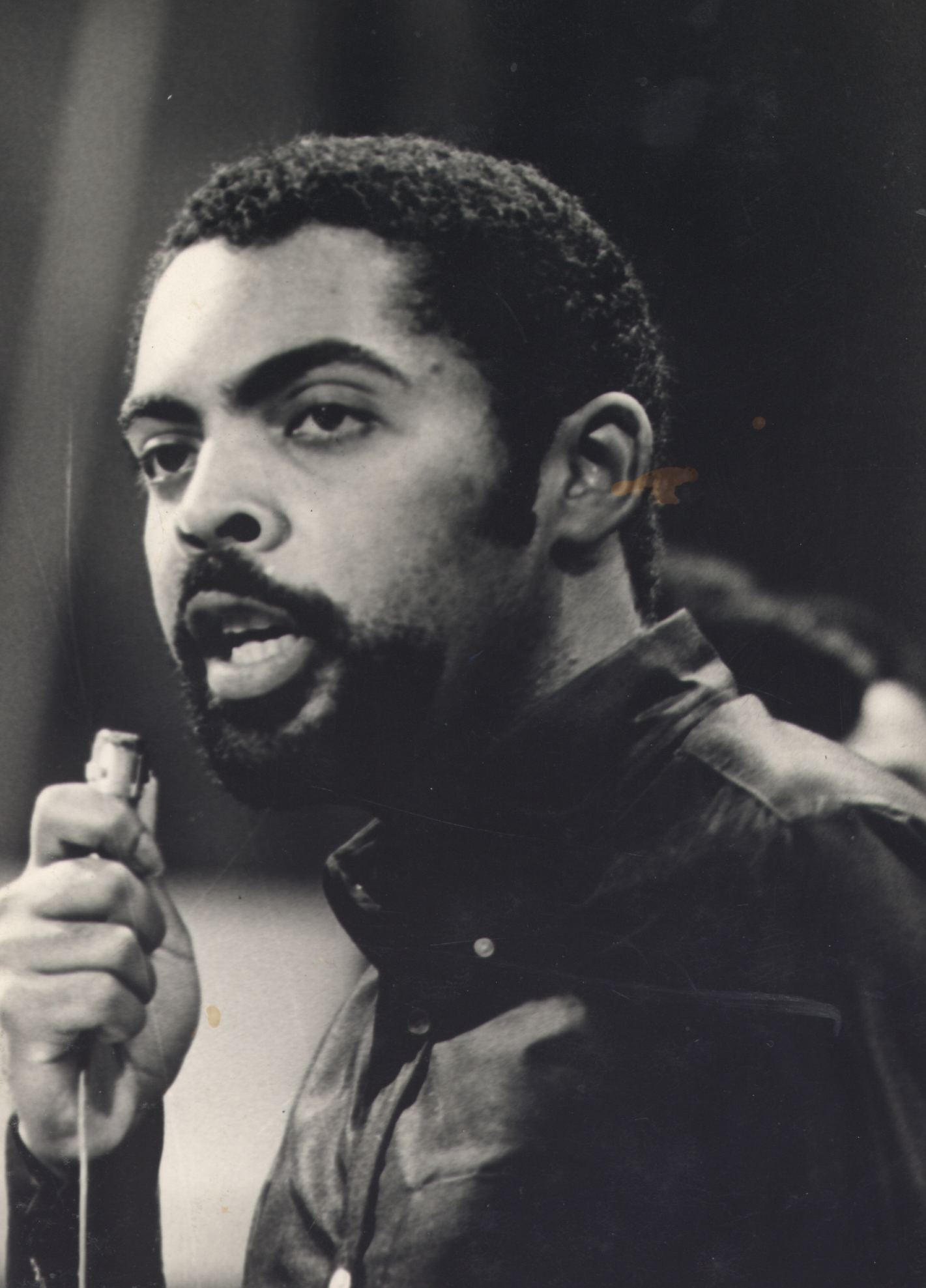
Gilberto Gil, anos 1960.

A partir de 1968, o movimento começou a ser consolidado. Caetano e Gil, ao lado de Os Mutantes, passaram a participar frequentemente de programas de televisão, especialmente por Chacrinha, apresentador que tornou-se ícone do movimento. Gilberto Gil participou do espetáculo Momento 68, patrocinado pela Rhodia, levando o artista para Portugal e Espanha. Nesta época, ele começou a trabalhar com seu novo álbum solo e mais um projeto ao lado de outros tropicalistas, como Caetano, Gal Costa, Tom Zé, Nara Leão, Os Mutantes e Rogério Duprat. Em março, a gravadora lançou o primeiro single do novo álbum de Gilberto Gil, "Pega a Yoga, Cabeludo". Já em maio, sob o título de Gilberto Gil, também conhecido como "Frevo Rasgado", a Philips Records lançou o segundo álbum solo de Gil. Produzido por Manoel Barenbein e com arranjos de Duprat, tornou-se um dos álbuns fundamentais do movimento Tropicália. Em outubro de 2007, o álbum entrou na lista dos 100 maiores discos da música brasileira, feita pela revista Rolling Stone Brasil, ocupando a 78ª colocação. Outros artistas, como Caetano, também lançaram álbuns tropicalistas, recebendo críticas de jornais como O Estado de S. Paulo, escrita por Augusto de Campos. Coordenado por Caetano Veloso, os tropicalistas lançaram um álbum-manifesto coletivo intitulado Tropicalia ou Panis et Circencis, com canções de Gil, Torquato Neto, Capinam, Tom Zé e Veloso. "Miserere Nobis", "Lindoneia", "Parque Industrial" e "Geleia Geral", são canções que retratam o país, ao mesmo tempo, retrógrado e moderno. Em setembro Gil e Caetano concorreram ao Festival Internacional da Canção, promovido pela TV Globo do Rio. A canção, e segundo single do álbum de Gil, não se classificou e, em meio às vaias, Caetano declamou um discurso violento e improvisado. "Divino, Maravilhoso", composta por Gil e Veloso, interpretado por Gal Costa, participou do IV Festival de Música Popular Brasileira, alcançando o terceiro lugar e, posteriormente, dando nome a um programa de televisão dos tropicalistas, exibido pela TV Tupi, de São Paulo, com direção de Fernando Faro. Como a Tropicália representava uma intervenção na cultura do país, como uma crítica a política nacional, o governo resolveu reprimir o movimento, prendendo Caetano Veloso e Gilberto Gil, em São Paulo no dia 13 de dezembro de 1968. Os artistas e líderes do movimento foram levados para o quartel do Exército de Marechal Deodoro, no Rio de Janeiro. Apenas em fevereiro de 1969, os artistas foram soltos, ficando sob regime de confinamento até julho. Até lá, Gil ao lado de Caetano, partiu a gravar material, em abril e maio, para novos álbuns, arranjados por Rogério Duprat, o projeto seria concluído posteriormente em São Paulo e no Rio de Janeiro. Ao saírem do regime de confinamento, se apresentaram em um espetáculo de despedida, no Teatro Castro Alves. Posteriormente, partiram, Gil e Caetano, com suas respectivas esposas para o exílio, passaram por Lisboa e Paris, mas, fixaram-se em Chelsea, Londres. Gil disse que Guilherme, então empresário da dupla, "foi à Europa antes de nós, para verificar onde iríamos ficar. Lisboa e Madrid estavam fora de questão, pois, Portugal e Espanha estavam sob uma ditadura pesada. Paris tinha um ambiente musical entediante. Londres, era o melhor lugar para ser músico".

### 1969–1971: Exílio, terceiro álbum e retorno ao Brasil
Em agosto, mesmo com Gil fora do País, a gravadora lançou "Aquele Abraço", primeiro single do terceiro álbum de Gil e um dos maiores sucessos do ano no Brasil. Gil disse que a canção representava um "bye bye" ao País. Ele a compôs, após tratar da questão de sua saída do País com o Exército. Ele lembrou que os soldados do quartel o saudavam dizendo: "Aquele abraço, Gil!". Essa foi uma das canções de Gil mais vendidas, chegando ao topo da parada brasileira. Ainda em agosto, a Philips lançou Gilberto Gil, também conhecido como "Cérebro Eletrônico". Algumas resenhas sobre o álbum dizem que as canções foram produzidas com um olhar para o ruído, dando à faixa "Volks-Volkswagen Blue" o título de "hino tropicalista". Os críticos da allmusic, concluem que o álbum "é muito desarticulado, não tão consistente como o último álbum, mas, definitivamente uma obra-prima para o pop brasileiro no futuro". Já em Londres, Caetano e Gil dividiram o palco do Royal Festival Hall, em março de 1970. Essa foi a primeira de uma série de apresentações em teatros feita por Gil neste ano e no seguinte, na Inglaterra e em outros países da Europa, como França, Suíça, Alemanha, Áustria, Dinamarca e Suécia. O sucesso de "Aquele Abraço", rendeu ao cantor e compositor um "Golfinho de Ouro", pelo Museu da Imagem e do Som, do Rio de Janeiro. Porém, o próprio artista acabou recusando o prêmio, publicando um artigo n´O Pasquim.
No final do mês, Gil, Caetano e outros músicos brasileiros participaram do Festival da Ilha de Wight, que reuniu cerca de 600 000 pessoas. O jornal The Guardian, um dos principais da Inglaterra, escreveu que "dois brasileiros anônimos", eram a atração principal do segundo dia do evento, que durou cinco, e teve a participação de grandes artistas como The Who, The Doors, Joni Mitchell e Leonard Cohen, bem como a última apresentação de Jimi Hendrix. Os dois subiram ao palco cantando em português, acompanhado de tambores africanos e flauta transversal, mas, minutos depois, passaram a utilizar guitarras e a tocar canções que misturavam rock psicodélico, funk e samba. Nesta época, Gil foi convidado para produzir a trilha sonora do filme Copacabana Mon Amour, de Rogério Sganzerla. Ao lado de músicos como David Gilmour, do Pink Floyd, e Jim Capaldi, do grupo Traffic, entre outros, Gil foi convidado a participar de uma jam session, realizado no clube Revolution. Sua participação, se repetiu no ano seguinte também. Ao se envolver na organização do Festival de Glastonbury, em 1971, teve maior contato com reggae, estilo que estava em efervescência em Londres na época. Bob Marley, Jimmy Cliff e Burning Spear, tornaram-se inspirações para o compositor brasileiro. Além desses dois estilos, Gil também assistiu a apresentações de jazz, com artistas como Miles Davis e Sun Ra. Em meio a tudo isso, Gil assinou um contrato com o selo Famous Music, da Paramount Pictures, e o artista lançou um álbum somente com canções em inglês. Intitulado Gilberto Gil, é também conhecido como "Nêga", o álbum impulsionou a carreira internacional de Gil, levando-o para Nova Iorque, onde realizou uma série de apresentações no Village Vanguard e em teatros universitários. A Philips inglesa contatou Gil com o objetivo de lançar um novo álbum. O cantor chegou a gravar algumas canções, porém, acabou abandonando o projeto, devido a possibilidade de retorno ao Brasil. Caetano já havia retornado ao país, e Gil foi em janeiro de 1972, com a família e, a partir de então, percorreu as principais capitais do País com o espetáculo "Gilberto Gil: Em Concerto", que durou dois anos e continha repertório de álbuns futuros.

### 1972–76:Expresso 2222,Refazendae Doces Bárbaros
Em publicação da revista Bondinho foram lançadas quatro canções de Gil, entre elas "Expresso 2222", que dá o nome ao álbum seguinte do cantor. As gravações desse novo projeto começaram em abril, e o primeiro single foi lançado em junho, "Cada Macaco no Seu Galho (Chô Chuá)", e contou com a participação de Caetano Veloso. "Chiclete com Banana" é o b-side do compacto. O lançamento de Expresso 2222 ocorreu em julho. Esse foi o primeiro trabalho de Gil ao voltar ao Brasil. Não é à toa que Gil canta "Back in Bahia", canção que retrata a ferida de uma saudade, enquanto "Pipoca Moderna", traz a presença da Banda de Pífanos de Caruaru. A turnê do álbum iniciou-se em seguida e, durante esse tempo, o álbum Barra 69: Caetano e Gil ao Vivo na Bahia, gravação do espetáculo pelos dois em 1969, antes da partida para o exílio, foi lançado. Em dezembro, passou uma temporada ao lado de Gal Costa, apresentando-se no Teatro João Caetano, no Rio de Janeiro. No ano seguinte, Gil e Gal foram para França, para realizar um espetáculo no Midem, em Cannes, e no teatro Olympia, em Paris - que seria transmitido pela televisão francesa em novembro do mesmo ano. Ao voltar ao Brasil, deu início à gravação de um novo álbum, Cidade do Salvador, que seria lançado apenas em 1999; a produção do projeto acabou sendo arquivada. Porém, em março, Gil lançou o single "Meio de Campo", que teve destaque devido ao b-side, "Eu Só Quero Um Xodó", canção original de Dominguinhos e Anastácia, e que tornou-se uma das principais músicas de Gilberto Gil. Em abril ele iniciou uma série de apresentações no Teatro Opinião, no Rio de Janeiro. E, no mês seguinte, durante o evento "Phono 73", promovido pela gravadora Philips Records, no Palácio das Convenções do Anhembi, em São Paulo, Gil e Chico Buarque foram impedidos pela censura do regime ditatorial de interpretar a canção "Cálice", feita pelos dois especialmente para essa ocasião. Quando os dois começaram a cantar a canção, tiveram os microfones desligados. A música já havia sido apresentada à censura, e foi recomendado pela mesma que não fosse interpretada.

Gilberto Gil, em 1972.

No início de 1974, ao lado de Caetano Veloso, Gil apresentou-se no Teatro Vila Velha, em Salvador. Esse espetáculo, foi gravado e, posteriormente, em abril do mesmo ano, lançado como álbum, intitulado Temporada de Verão. "Maracatu Atômico", canção composta por Jorge Mautner e Nélson Jacobina, foi o primeiro single do projeto, a ser lançado em fevereiro. Foi nessa época que Gil passou a administrar a sua própria carreira, deixando de trabalhar com o empresário Guilherme Araújo, e vai a São Paulo, realizando uma série de apresentações no Teatro da Universidade Católica, que, assim como as apresentações no Vila Velha, foi gravada e lançada, em dezembro, com o título de Gilberto Gil: Ao Vivo. No ano seguinte foi lançado Gil & Jorge: Ogum, Xangô, álbum lançado por Gil e Jorge Ben. Nesse, os dois cantam e tocam canções próprias. Porém, em seguida, Gil deu início à produção de um novo álbum, Refazenda. Esse foi lançado em 1975, e contou com uma turnê por 45 municípios brasileiros, com o objetivo de promover o projeto. Esse é um dois principais álbuns de Gil, ao lado de Refavela (1977) - gravado após uma viagem ao continente africano - e Realce (1979).
Em 24 de junho de 1976, Caetano Veloso, Gal Costa, Gilberto Gil e Maria Bethânia, realizaram um espetáculo conhecido como "Doces Bárbaros", nome dado por Bethânia, no Palácio das Convenções do Anhembi. Essa apresentação virou uma turnê que foi até dia 7 de julho, quando Gil e Chiquinho Azevedo - então baterista -, foram presos por porte de maconha, em Florianópolis], Santa Catarina. O juiz decidiu internar ambos no Instituto Psiquiátrico São José, próximo a Florianópolis, de onde saíram no dia 20 para dar início a um tratamento ambulatorial periódico, no Sanatório Botafogo, no Rio de Janeiro. Logo após isso, o quarteto voltou a se apresentar, agora, no Canecão, onde permaneceram em cartaz por dois meses, batendo recorde de bilheteria na época. Essa turnê virou um documentário, Os Doces Bárbaros, de Jom Tob Azulay, e um álbum, Doces Bárbaros: Ao Vivo, lançado pela PolyGram. Hoje, o álbum é considerado uma "obra prima", porém, na época de seu lançamento (1976), foi duramente criticado. Inicialmente, o projeto seria gravado em estúdio, mas, por sugestão de Gal e Bethânia, foi decidido que um registro ao vivo seria melhor, sendo que quatro canções gravadas, foram, anteriormente, gravadas em estúdio e lançadas como singles - "Esotérico", “Chuckberry Fields Forever”, “São João Xangô Menino” e “O Seu Amor”. Em setembro Gil retomou a turnê de Refazenda, que passou por 58 cidades do País.

### 1977–1980:Refavela,RefestançaeRealce
Em janeiro e fevereiro de 1977, Gil foi a Lagos, na Nigéria, para participar, ao lado de Caetano, do II Festival Mundial de Arte e Cultura Negra. A partir de então, passou a trabalhar a temática afro em suas canções. O cantor ficou cerca de um mês no País, tempo que serviria de base para o próximo álbum. Ao voltar ao Brasil, deu-se início a produção desse, e "Sítio do Picapau Amarelo", primeira canção de trabalho do álbum foi lançada em março, mês em que Gil começou a gravar o novo material. Após isso, o cantor realizou uma apresentação polêmica para estudantes de um colégio de São Paulo; os estudantes cobraram do artista uma posição política de esquerda, condizente com a deles, e acabaram vaiando Gil. Em maio, Refavela foi lançado e a primeira fase da turnê do álbum começou no segundo semestre. Em outubro, Gil juntou-se a Rita Lee e deu início a uma série de apresentações conhecidas como "Refestança". Essa foi gravada e lançada pela Som Livre com o mesmo nome. No ano seguinte, o contrato com a Philips terminou, mas, antes disso, o cantor gravou seis faixas para um álbum de Samba de breque, completado por gravações antigas de Germano Mathias. Esse projeto foi lançado em maio com o título de Antologia do Samba-Choro. Em 1978, Gil foi convidado a participar do Festival Internacional de Jazz de Montreux, na Suíça, celebrado em 14 de julho. Foi o primeiro brasileiro a se apresentar no festival, e esteve ao lado de A Cor do Som e Silvinho. Essa apresentação foi gravada e lançada pela Warner Music e suas afiliadas em agosto do mesmo ano. Antes disso, o cantor iniciou uma pequena turnê durante o verão europeu, e posteriormente, mudou-se para os Estados Unidos com a família, morando em Los Angeles e trabalhando no material para um novo álbum, exclusivo para o mercado estrangeiro, sob a produção de Sérgio Mendes. Foi no ano seguinte, precisamente em março e maio, que ele começou uma turnê por várias cidades estadunidenses, principalmente em teatros universitários, para promover seu novo álbum, Nightingale. Gil tornou-se o primeiro negro a integrar o Conselho de Cultura do Estado da Bahia - do qual Maria Bethânia também participou -, isso aconteceu em julho. "Não Chore Mais (No Woman, No Cry)" foi lançado em maio, e virou um grande hit da carreira do cantor, vendendo cerca de 750 mil cópias. Essa canção anunciou o novo projeto que começa a ser gravado nos Estados Unidos e que foi lançado em agosto. Realce, teve turnê com cinquenta e uma apresentações, em trinta cidades brasileiras e, ao lado do jamaicano Jimmy Cliff, apresentaram-se em ginásios e estádios de cinco capitais brasileiras, chegando a gravar um especial transmitido pela Rede Globo. Ainda em 1980, Gil foi eleito vereador em sua cidade natal, Salvador. Além disso, o artista passou a assumir outros cargos administrativos na área cultural, passando a realizar constantes viagens à África Ocidental.

### 1981–85:Luar,Um Banda Um,Extrae os 20 anos de carreira
Em novembro e dezembro de 1980, começaram as gravações de Luar (A Gente Precisa Ver o Luar), primeiro álbum de muitos produzidos por Liminha, sendo que o primeiro single do projeto foi "Se Eu Quiser Falar com Deus" e o projeto foi disponibilizado em março de 1981, com uma turnê que começou em 31 de março, durou seis meses, foi à Europa, Estados Unidos e Argentina. No início do ano, Gil ganhou da Câmara Municipal de São Paulo, a Medalha Anchieta Diploma de Gratidão da Cidade de São Paulo, e em abril a Rede Globo apresentou um especial sobre o cantor, intitulado Gilberto Passos Gil Moreira. Em setembro de 1981, é lançado o single "Sonho Molhado". Brasil, álbum de João Gilberto, Caetano Veloso e Gil foi lançado em junho pela Warner, e contém a participação de Maria Bethânia em uma das faixas. Durante os dois primeiros meses de 1982, o cantor começou a produção de um novo álbum voltado para o mercado exterior, seria o seu segundo. Porém, o projeto foi arquivado pelo próprio Gil. Ele, então, começou uma série de apresentações, intitulada "voz e violão" em abril e maio, dando início, após isso, a gravação de um novo álbum, Um Banda Um, e durante sua produção, ele realizou uma turnê pela Europa, finalizada em Israel. Em agosto foi lançado Um Banda Um, acompanhado de "Andar com Fé", primeira canção de trabalho desse novo projeto. A turnê brasileira do mesmo, começou ainda em agosto, e em dezembro Gil teve sua casa, um sítio na Estrada dos Bandeirantes, em Jacarepaguá, no Rio de Janeiro, assaltada. E nesta época, após tudo isso, a editora Currupio, lançou um livro que contém coletâneas de entrevistas com Gil, textos sobre ele e outros arquivos, organizada, escrita e publicada pelo baiano Antonio Risério. A turnê de Um Banda Um, seguiu em maio e julho de 1982 pelos Estados Unidos, Europa, e depois no México e Colômbia, antes do retorno ao Brasil, onde o cantor já projetava um novo conteúdo para o próximo álbum, a ser lançado em setembro com o título de Extra. Esse novo trabalho contaria com uma turnê que duraria um mês no Palace, em São Paulo, e após passar por diversas cidades do país, chegando no Rio de Janeiro, onde ficou em cartaz no Canecão de dezembro a janeiro, antes de partir para outras apresentações em Salvador e Buenos Aires.
Em 1984, Cacá Diegues dirigiu uma produção cinematográfica franco-brasileira intitulada Quilombo, baseado nos livros Ganga Zumba, de João Felício dos Santos, e Palmares, de Décio de Freitas. Gilberto Gil foi convidado a produzir na trilha sonora do filme, e no mesmo ano o álbum com as canções do filme foi lançada em outubro, na Europa, pela Warner. Neste meio tempo, Gil apresentou-se pela Europa e Estados Unidos, em junho e julho, e, após apresentações em Israel, voltou ao Brasil para produzir mais um álbum, Raça Humana. Com exceção da canção "Vamos Fugir", que foi gravada na Jamaica e contou com a participação do grupo The Wailers e a versão em inglês da faixa foi lançada como single na Europa, o álbum foi produzido no estúdio Nas Nuvens, inaugurado por Gil e Liminha, localizado no Jardim Botânico, no Rio de Janeiro. Em setembro as gravações do álbum já estavam concluídas, e o material começou a ser produzido. Gil apresentou-se em Nova Iorque, mas, se retornou ao Rio de Janeiro para o lançamento do álbum e estreia da turnê, no Canecão, em 25 de outubro de 1984. No ano seguinte, 9 a 12 de janeiro de 1985, aconteceu a primeira edição do festival de música Rock in Rio, na qual Gil participou. Em abril, deu-se início a gravação de um novo material para o futuro álbum, finalizado apenas em agosto. Em junho e julho, o cantor realizou uma excursão pela Europa e Estados Unidos, e três meses depois, lançou o álbum Dia Dorim Noite Neon. Em novembro, o artista comemorou os 20 anos de sua carreira com um grande evento em São Paulo, organizado pelo letrista baiano Waly Salomão. Intitulado "Gil: 20 anos-luz", a semana de espetáculos contou com apresentações, debates, filmes, leituras e apresentações de grandes nomes da música brasileira da época. Após isso, Gil começou a turnê de promoção de seu recém-lançado álbum.

### 1986–1990: Engajamento político e ao vivo em Tóquio
Nélson Pereira dos Santos, produziu em 1987 um filme intitulado Jubiabá, baseado na obra homônima de Jorge Amado, e convidou Gil para fazer a trilha sonora, em 1986. Por volta do mês de abril, Gil apresentou-se em um espetáculo de voz e violão no Golden Room, do Copacabana Palace, através do projeto "Luz do Solo". Seu parceiro de composição Jorge Mautner participou do espetáculo. Mas, foi em 6 de maio, que Gil recebeu das mãos de Tom Jobim o Golfinho de Ouro - que Gil já havia recusado uma vez -, premiação do Governo do Estado do Rio de Janeiro, na época de Leonel Brizola, em cerimônia seguida de uma apresentação, no Theatro Municipal do Rio de Janeiro. Em junho e julho, Gil foi à Europa para a turnê de Dia Dorim Noite Neon. Lá, foi convidado a participar do movimento francês SOS Racismo, na praça da Bastilha, apresentando-se na mesma noite com artistas franceses e africanos. A partir dai, ele foi para a sua primeira apresentação no oriente, no Japão; a turnê ainda incluiu passagens pelos Estados Unidos, Canadá e Caribe. Em 1987, o artista tornou-se presidente da Fundação Gregório de Matos, instituição voltada para revitalização da cultura afrobrasileira. Durante sua gestão, intensificou a relação Bahia-África, tanto que abriu-se em Salvador uma Casa de Benin, e na África, uma Casa da Bahia.  Gil esteve por trás de um projeto de recuperação do centro histórico de Salvador arquitetado pela italiana Lina Bo Bardi e sua equipe. Simultâneo a sua carreia política, Gil foi responsável pela trilha sonora do filme Um Trem para as Estrelas, de Carlos Diegues, lançado pela Som Livre. Gilberto Gil: Em Concerto, foi lançado em março. Trata-se da gravação da apresentação do artista no Copacabana Palace, em 1986. Para divulgar esse novo trabalho, o artista se juntou a Jorge Mautner e estreou em São Paulo "O Poeta e o Esfomeado", espetáculo que passaria por vinte cidades do Brasil. Sua apresentação em Tóquio, foi lançada no Japão em maio, e o álbum Soy Loco por Ti, América, começou a ser gravado, especialmente para o mercado internacional. Nos meses seguintes, Gil realizou uma turnê pelos Estados Unidos e Europa e, em agosto, o álbum Soy Loco por Ti, América foi lançado.
Em 2 de março de 1988, Gil lançou-se oficialmente como pré-candidato a prefeitura da cidade de Salvador. Desligando-se em 14 de julho do cargo de presidente da Fundação Gregório de Mattos, devido a campanha política. Antes disso, ele foi à Europa e aos Estados Unidos para uma pequena turnê. Em agosto, decidiu disputar a Câmara dos Vereadores pelo Partido do Movimento Democrático Brasileiro (PMDB), nas eleições de 15 de novembro. Em agosto, a editora Paz e Terra lançou O Poético e o Político, de Gil e Antonio Risério, e o álbum Gilberto Gil: Ao Vivo em Tóquio, e o artista foi ao Japão para uma turnê e foi eleito vereado com o maior número de votos. Voltou ao Rio para uma nova temporada de espetáculos ali. Um novo álbum começou a ser planejado, e em janeiro e fevereiro de 1989, começaram as gravações. Com licença da Câmara, ele iniciou a turnê nacional, em 22 de maio, para divulgar o novo álbum, O Eterno Deus Mu Dança, lançado em junho. Gil foi aos Estados Unidos e à Europa, para promover seu novo trabalho. Em fevereiro de 1990, morreu seu filho mais velho, Pedro, em um acidente de carro, e Gil decidiu viajar para a Europa. E nesse ano, em 5 de junho, recebeu do então Ministro da Cultura da França, Jack Lang, o título de cavaleiro da Ordem das Artes e Letras (Ordre des Arts et des Lettres, em francês), e acabou estendendo a temporada europeia e estadunidense ao Japão. Em novembro a Warner Music, através do selo WEA, começou a relançar no formato de CD todos os álbuns de Gil, anteriormente lançado como disco de vinil pela gravadora. Ainda em novembro o artista foi homenageado pelo X Prêmio Shell de Música Brasileira, pelo conjunto de sua obra.

### 1991–95:Parabolicamará, homenagens eUnplugged
Em janeiro e fevereiro de 1991 Gil fez uma excursão pela Europa. Porém, meses depois, em 10 de março, ele fez uma pausa e, ao lado de Tom Jobim, Caetano Veloso, Sting e Elton John, apresentou-se no Carnegie Hall, em Nova Iorque. Em seguida, ainda nos Estados Unidos, começou a gravar o material para o álbum do saxofonista estadunidense Ernie Watts, intitulado Afoxé, lançado pela CTI Records. Em junho e julho, retomou a turnê pela Europa e, em novembro, começou a gravar o material para o novo álbum, Parabolicamará, lançado em janeiro de 1992. O lançamento do projeto e início da turnê, foram marcados por um grande espetáculo na praia de Copacabana, no Rio de Janeiro. Em março, partiu para a Europa para vinte apresentações acústicas, apenas com voz e violão. Essas apresentações não tinham ligações com a turnê de Parabolicamará - que embarcava para a Europa apenas após as comemorações de 50 anos de idade do cantor. A editora e o selo Lumiar, lançaram em outubro, o primeiro volume do livro Songbook Gilberto Gil, que contém acordes cifrados e letras de 130 canções do compositor. O segundo volume, contém três álbuns, nos quais 38 faixas são interpretadas por diversos nomes da música brasileira. Da Europa, Gil partiu para Nova Iorque, onde ficou um mês inteiro (novembro) apresentando-se no Bowery Ballroom, apenas voz e violão. Ao voltar ao Brasil, em 19 de dezembro, realizou um grande espetáculo no vale do Anhangabaú, em São Paulo.
Com o término de seu mandato como vereador, Gil abandonou a política e, em 1993, gravou ao lado de Caetano Veloso um álbum que comemora os 26 anos do tropicalismo e os 30 anos de amizade. Em julho, foi homenageado na noite brasileira do XXVII Festival Internacional de Jazz de Montreux, com um espetáculo chamado "Gilberto Gil and Friends", do qual participaram Caetano, Gal Costa, Chico Buarque, Dominguinhos e o Trio Esperança. Durante julho e agosto, realizou turnê pela Europa e Estados Unidos, e voltou ao Brasil, após isso, para lançar, através da PolyGram, Tropicália 2, com Caetano. Os dois fizeram uma apresentação do álbum na Praça da Apoteose, no Rio de Janeiro, em 25 de setembro, e depois, em 2 de outubro ao Pólo de Arte e Cultura do Anhembi, em São Paulo. Em setembro a PolyGram, começou a relançar todos os álbuns remasterizados de Gil, antes lançados pela Philips como disco de vinil, dentro de uma série "Colecionador". E no mês seguinte, Gil voltou com a turnê de Parabolicamará, indo em novembro para a Alemanha, com Marisa Monte, para diversas apresentações no país.
Em 18 de janeiro de 1994 Gil gravou o programa Acústico, da MTV. Essa apresentação foi gravada e, posteriormente, lançada mundialmente pela Warner Music, como álbum e home video intitulada Gilberto Gil: Unplugged. Enquanto o lançamento do acústico não acontecia, Gil levou a apresentação de promoção do álbum Tropicália 2, para o Parque de Exposições de Salvador, em 28 de janeiro. E durante o carnaval daquele ano, o artista, ao lado de Caetano, Gal e Bethânia, os Doces Bárbaros, foram homenageados pela Escola de Samba Estação Primeira de Mangueira, com o samba-enredo "Atrás do Verde e Rosa, Só não Vai quem Já Morreu". O quarteto realizou uma apresentação na quadra da escola, e participou do desfile no Sambódromo da Marquês de Sapucaí, no Rio de Janeiro. Em abril, a gravadora disponibiliza o álbum acústico. O lançamento ocorreu na Sala Cecília Meireles, com uma apresentação que percorreria o País, retornado ao Rio em setembro. Durante o VII Prêmio Sharp de Música, realizado em 4 de maio de 1994, no Theatro Municipal do Rio de Janeiro, Gil recebeu de Dorival Caymmi uma homenagem por sua importância para a música nacional. Com os Doce Bárbaros, Gil viajou para Londres. Lá, o quarteto apresentou-se no Royal Albert Hall, espetáculo que contou com a participação da bateria da Mangueira. Ali, Gil e Caetano mostraram o espetáculo "Tropicália Duo", transposição das apresentações de Tropicália 2, na Europa e nos Estados Unidos. Ainda em 1994, precisamente em novembro, Gil gravou em Oslo, na Noruega, uma participação no álbum do baixista Rodolfo Stroeter, que também contou com a participação da cantora Marlui Miranda e do percussionista indiano Trilok Gurtu. No final do ano, Gil levou "Tropicália Duo", para o Rio, São Paulo e Belo Horizonte. Com o objetivo de promover o Unplugged, Gil fez excursão pelos Estados Unidos e Europa em junho e julho de 1995, começando a gravar novo conteúdo para o próximo álbum, nos dois meses seguintes. Em outubro, o Free Jazz Festival, trouxe ao Brasil grandes nomes da música, como Nina Simone, Ray Charles, entre outros. E Gil participou do festival, apresentando-se com Stevie Wonder, no Rio de Janeiro e em São Paulo. No final do ano, Gil foi um dos nomes no espetáculo de ano-novo na praia de Copacabana, ao lado de Gal Costa, Chico Buarque, Milton Nascimento e Paulinho da Viola, interpretando o repertório de Tom Jobim, com a participação da bateria da Mangueira.

### 1996–2000: Festivais,Quanta, Grammy eFilhos de Gandhy
Em janeiro de 1996, Gil apresentou-se na última edição do festival Hollywood Rock, realizado no Rio de Janeiro e em São Paulo pela empresa de tabacos Souza Cruz, onde recebeu convidados como Fernanda Abreu, Lulu Santos e Lobão. Meses depois, a agência Denílson Bates, lançou em um álbum a canção "Comunitária", escrita e interpretada pelo cantor, para o projeto Comunidade Solidária. Esse álbum foi distribuído para os clientes-alvo da campanha. No final de março, Gil participou, ao lado do percussionista Naná Vasconcelos, da terceira edição do festival internacional PercPan, realizado em Salvador - esse mesmo festival teria sua próxima edição organizada por Gil e Naná, com a presença de onze artistas de seis países. Assim como em anos anteriores, em junho e julho, Gil foi à Europa e aos Estados Unidos, para diversas apresentações e, em novembro, o livro Gilberto Gil: Todas as Letras, organizado por Carlos Reno, foi lançado através da editora Companhia das Letras. O livro traz comentários do artista sobre a composição de oitenta canções suas. Em 14 de dezembro Gil apresentou-se na sede da Embratel, no Rio de Janeiro. Esse espetáculo foi transmitido em tempo real pela internet, onde Gil lançou o primeiro single do novo álbum, "Pela Internet", disponível a partir de janeiro de 1997. Em abril, o álbum duplo Quanta foi lançado. Sua turnê começou em São Paulo, e seguiu para o Rio, onde ficou por uma temporada inteira no Canecão. Em 25 de maio, o artista foi a São Paulo, onde apresentou-se para 35 mil pessoas na praça da Paz, no Parque do Ibirapuera. Em seguida, voltou a dar sequencia na turnê de Quanta, indo ao interior do estado de São Paulo e percorrendo o resto do ano, outras partes do Brasil, para depois a turnê ir para países da Europa. A turnê, acabou se transformando em álbum ao vivo, sendo que a gravação ocorreu em 13 e 14 de agosto, gravada no Teatro João Caetano, no Rio. O álbum foi lançado em fevereiro de 1998, com o título Quanta Gente Veio Ver, também conhecido como Quanta: Live. Em junho e julho de 1998, Gil lançou a turnê "Twentysummers", que comemora os vinte anos seguidos de apresentações do artista pela Europa no verão. Pelo selo Pau Brasil, o artista lançou mais um álbum, Sol de Oslo - projeto coletivo divido com o baixista e produtor Rodolfo Stroeter, a cantora Marlui Miranda, o percussionista indiano Trilok Gurtu, o tecladista norueguês Bugge Wesseltoft e o acordeonista Toninho Ferragutti. Com uma apresentação de Gilberto Gil, o documentário produzido pelo canal GNT e pela Conspiração Filmes, intitulado Pierre Verger: Mensageiro entre Dois Mundos, sobre o fotógrafo e etnólogo francês radicado na Bahia.
Em 25 de fevereiro de 1999, o álbum ao vivo Quanta Gente Veio Ver, foi eleito o álbum do ano na categoria "música do mundo" do Grammy. Gil receberia a estatueta do Grammy, em uma apresentação realizada no Rio e em São Paulo, em maio do mesmo ano. No mês seguinte, a Universal Music lançou o box Ensaio Geral, composto por treze álbuns produzidos por Marcelo Fróes. Esse material abrange os lançamento do artista pela Philips Records e PolyGram, entre 1966 e 1977, contendo também canções inéditas. No final do mês, aconteceu a quinta edição do PercPan, dirigido por Gil e Naná Vasconcelos. Em junho e julho, Gil realizou mais uma turnê pela Europa e Estados Unidos, mas, voltou ao Brasil em 25 de julho, para uma apresentação ao lado de Ivete Sangalo para 90 mil pessoas, na praça da Paz, no Parque do Ibirapuera. Em setembro, a editora UnB lançou o livro de Bené Fonteles, intitulado GiLuminoso, trazendo um álbum gravado pelo artista especialmente para esse projeto. Ainda em novembro, ao lado de Caetano, Gal Costa, Chico Buarque, Elza Soares e Virgínia Rodrigues, o artista realizou uma apresentação conhecida como "Since Samba Has Been Samba", no Royal Albert Hall, em Londres. Em 27 de fevereiro de 2000, a Conspiração Filmes lança o documentário Filhos de Gandhy, gravado parcialmente na Índia, e apresentado pela primeira vez no canal GNT. O documento foi dirigido por Lula Buarque de Hollanda, sob condução de Gil. Em março, o artista participou do carnaval de Salvador com o seu próprio trio elétrico, chamado "Chame-gente", e começou a gravar um novo trabalho, com Milton Nascimento. A sexta edição do PercPan - assim como as anteriores, dirigidas por Gil e Naná Vasconcelos -, dividiu-se entre Salvador e São Paulo, e em maio segue a Paris. Nesse tempo, Gil foi escolhido para desenvolver a trilha sonora do filme Eu, Tu, Eles. O álbum, intitulado Gilberto Gil e as Canções de Eu, Tu, Eles, contém clássicos de Luiz Gonzaga, e contou com uma turnê nacional homônima. Em outubro, o conteúdo gravado com Milton Nascimento terminou de ser produzido e a Warner Music lançou o álbum Gil & Milton. Os dois deram início a turnê de promoção do projeto em novembro, e essa se estendeu até dezembro. Os dois se apresentaram no 3º Rock in Rio, e Gil sobre um deslocamento da retina do olho direito e foi operado.

### 2001–05:Eletracústico, "Nobel da música" e premiações
Durante o carnaval de 2001, Gil esteve presente em seu trio elétrico, o Expresso 2222, e em seu camarote. No mês seguinte, o artista voltou a se apresentar, promovendo o álbum lançado por ele e Nascimento. Em abril, o artista começou a gravar material para um álbum especial para as festas dos santos populares. São João Vivo, foi lançado em maio, pela Warner Music, e rendeu ao artista um disco de ouro, no Brasil. Embalado por esse novo trabalho, em junho o cantor realizou o espetáculo "Arraial de Gilberto Gil", no aterro do Flamengo, no Rio de Janeiro, que marcou o início das filmagens do documentário Viva São João!, de Andrucha Waddington, lançado no ano seguinte em 14 de junho - nos cinemas. Antes disso, Gil fez uma apresentação com o pianista japonês Ryuichi Sakamoto e o Quarteto Jobim-Morelenbaum, no Teatro Alfa, em São Paulo. Após isso, iniciou uma turnê pela Europa, e foi à Jamaica, em novembro, para gravar um novo álbum, Kaya N'Gan Daya. A oitava edição do festival PercPan, ocorreu em Recife, Pernambuco, agora, além de Gil, com a direção do percussionista Marcos Suzano. A gravação do disco digital versátil Kaya N'Gan Daya, ocorreu no DirecTV Music Hall, em São Paulo. O álbum foi finalizado no estúdio Palco, instalado nas dependências da produtora de Gil, Gege, na Gávea, zona sul da cidade do Rio de Janeiro. Esse novo álbum foi lançado em maio, e contou com uma turnê homônima que teve estreia no Canecão.

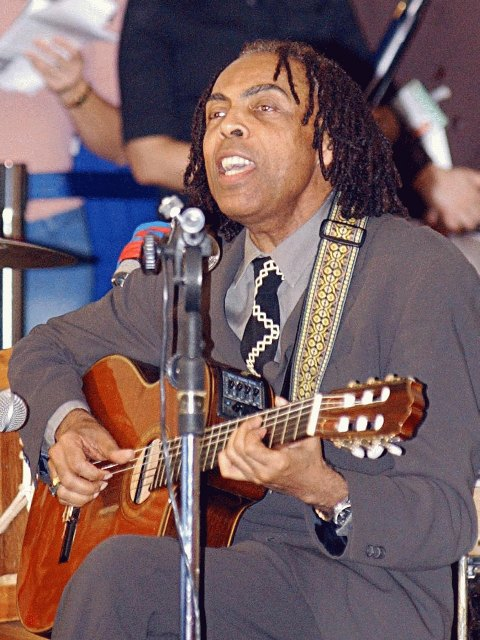
Gilberto Gil em 2003.

Toda a discografia de Gilberto Gil lançada pela Warner Music, entre 1975 e 2002, foi lançada em um box em novembro. Sob a produção de Marcelo Fróes, o material possuía vasto material inédito, como demos, sobras de álbuns, e também a trilha sonora do filme Quilombo, por exemplo. Em 7 e 8 de dezembro os Doces Bárbaros se reuniram para duas apresentações: uma na praça da Paz, no Parque do Ibirapuera, em São Paulo; e outro, no dia seguinte, na praia de Copacabana, no Rio de Janeiro. Ainda em dezembro, do cantor aceitou o convite do então presidente da república, Luiz Inácio Lula da Silva, e tornou-se Ministro da Cultura. Após o natal, o artista gravou um "ao vivo" do Kaya N'Gan Daya, no Teatro João Caetano. Esse, seria lançado em abril de 2003, com apresentações para divulgar o mesmo. Com licença de um mês do MinC, o artista foi à Europa, para diversas apresentações com Maria Bethânia. Em setembro, recebeu o prêmio de personalidade do ano no Grammy Latino, em Miami, Estados Unidos. No ano seguinte, Gil foi atração do segundo Rock in Rio realizado em Lisboa, Portugal. Uma excursão com dez apresentações pela Europa, ocorreu em julho, e de 13 a 15 de agosto o artista foi a São Paulo para apresentar o espetáculo "Eletracústico". Em seguida, ele viajou para Genève, Suíça, para participar do "Piece Concert", na Organização das Nações Unidas, em memória das vítimas do atentado à sede da organização, em Bagdá.
No mês seguinte, Gil foi ao Rio de Janeiro para registro do espetáculo "Eletracústico". O produtor do álbum, Tom Capone, morreu em 2 de setembro, em um acidente de moto nos Estados Unidos, e Liminha foi chamado para produção o projeto, que foi dirigido por Bernardo Palmeiro. Foi Capone que convencera Gil a registrar o espetáculo, e o artista dedicou o projeto a ele. As gravações do álbum ocorreram de 10 a 12 de setembro, no Canecão. E o Eletracústico foi lançado em 26 de novembro de 2004, pela Warner Music. Gil venceu o prêmio Polar de Música do ano, concedido pela Academia Real Sueca de Música. O prêmio é considerado o "Nobel da Música Popular", e foi dado ao artista devido ao "compromisso criativo de levar ao mundo o coração e a alma da música brasileira", assim como por seu "imenso talento, sua curiosidade e sua firme convicção cultural". No ano seguinte, o artista ganhou o Prêmio Multishow de Música Brasileira, na categoria "Música", por "Vamos Fugir", foi a Paris para apresentar o espetáculo "Viva Brasil", na Praça da Bastilha, reunindo quase 100 mil pessoas. Eletracústico, foi indicado para o VI Grammy Latino, como "melhor álbum de música popular brasileira", mas, perde para Cantando Histórias, de Ivan Lins. Após receber do governo francês a Légion D'Honneur Grand Officier, recebeu a notícia que Eletracústico foi indicado para o Grammy na categoria melhor álbum contemporâneo de world music. Em 1 de dezembro, o artista lançou, com uma apresentação no Auditório Ibirapuera, em São Paulo, o DVD Show da Paz: Gil na ONU, gravado em 2003 na sede da entidade, e teve participação do então secretário-geral Kofi Annan.

### 2006–10: As "bandas" eFé na Festa

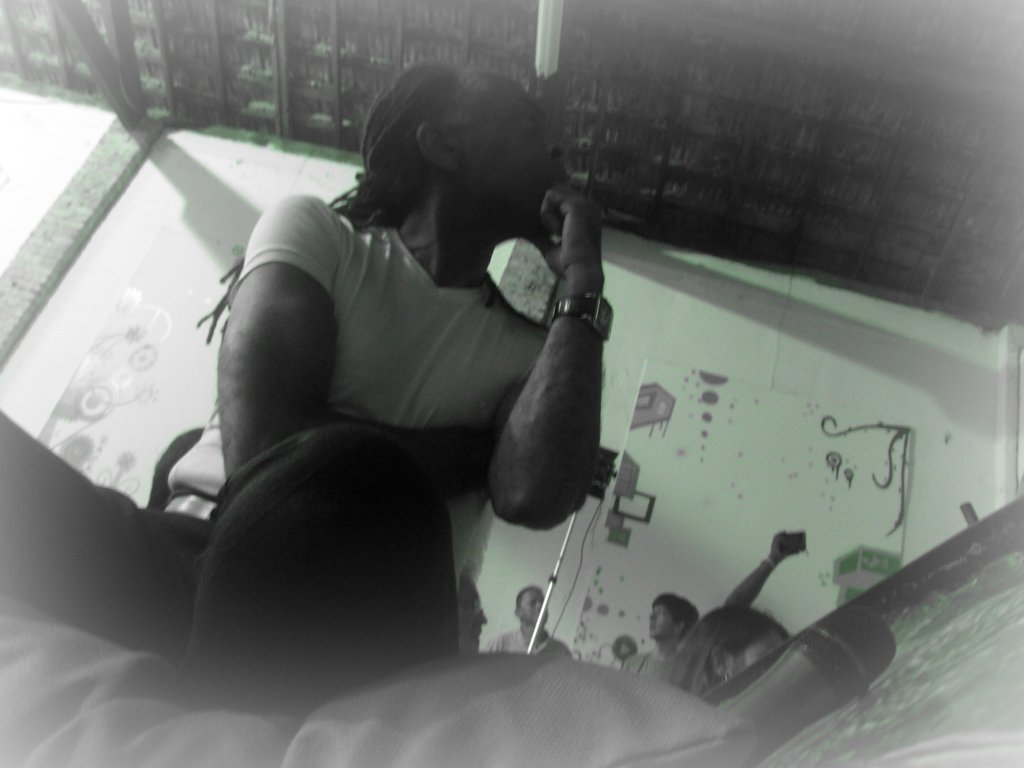
Gilberto Gil durante a Teia 2007 na Casa do Conde em Belo Horizonte.

Em 8 de fevereiro de 2006, Gil ganhou o segundo Grammy de sua carreira, com Eletracústico. Com dois anos sem compor, Gil escreveu "Balé de Berlim", feita para a seleção brasileira. Essa foi lançada um single promocional, "Ballet de Berlim", uma homenagem a Copa do Mundo FIFA. Em 25 de maio, o artista se apresentou em Berlim, na Alemanha, dando início a "Copa da Cultura", e seguiu em turnê pela Europa, apresentando-se em Bruxelas, Roma, Milão, Istambul, Paris, Montreux, Córsega, Barcelona, Madri e Girona, entre outras. No Brasil, Gil recebeu o título de honra ao mérito dos Afoxés Bisnetos de Gandhy, em Maceió, Alagoas, lançando no início do mês seguinte o álbum Gil Luminoso, pela Biscoito Fino.
A turnê internacional de promoção do álbum, recebeu o título de "Banda Larga", e teve início em julho de 2007. E em 8 de agosto, o cantor participou do Festival de Jazz de Marciac, na França. O projeto foi indicado para 50.º Grammy na categoria de melhor álbum contemporâneo de world music. Gil, tornou-se o primeiro artista brasileiro a ter um canal exclusivo no site de vídeos YouTube, e em 15 de maio de 2008, lança Banda Larga Cordel, na internet. O álbum conta com uma turnê homônima que passou pelos Estados Unidos e pela Europa durante junho e julho, e pela América Latina em outubro e novembro. Devido a difícil tarefa de conciliar a agenda ministerial com projeto pessoais e artísticos, o cantor pediu demissão da função de ministro da cultura, em 30 de julho de 2008. Anteriormente, porém, o artista já havia pedido demissão, em novembro de 2007, mas, o então presidente convenceu Gil a ficar no cargo.

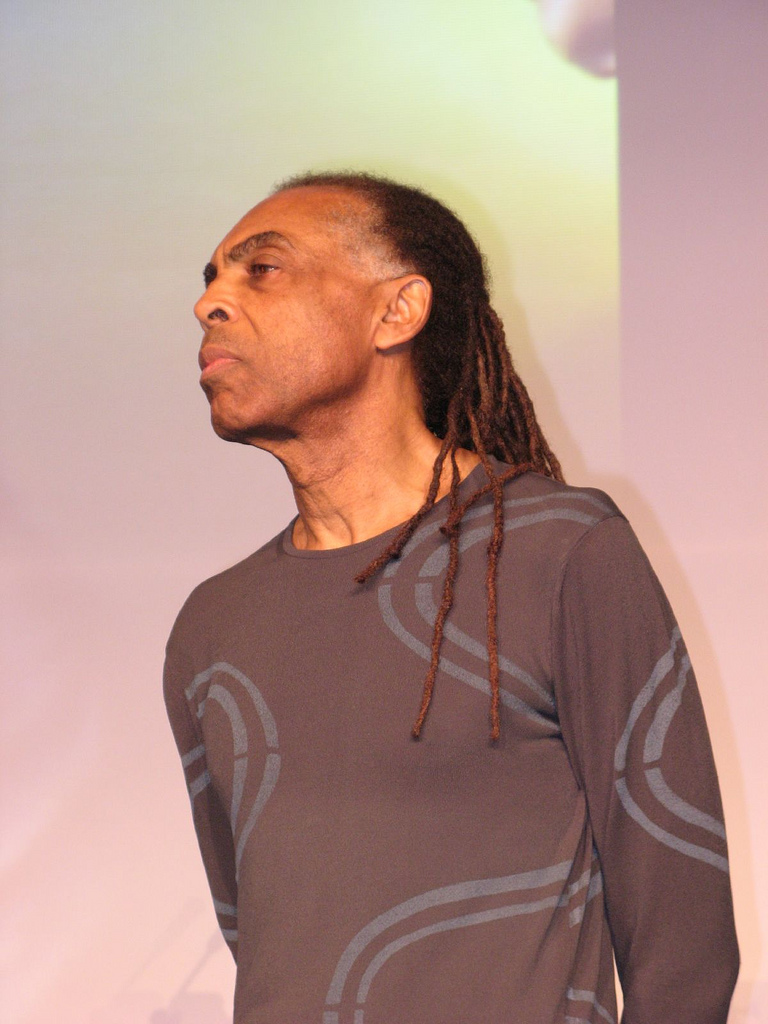
Gilberto Gil em 2008.

Banda Larga Cordel foi indicado para o Grammy Latino, na categoria de "melhor álbum de cantor-compositor". Em abril de 2009, o artista recebeu o título de Cidadania do Estado do Piauí. Foi para a Europa, para uma turnê de verão chamada "Here and Now". Durante a excursão, recebeu diploma da cidade de Milão, por ser "embaixador da cultura e da consciência crítica do Brasil moderno, alma política de seu próprio país além de símbolo universal de empenho social e de apoio a luta contra a miséria e a fome no mundo", segundo a então prefeita, Letizia Moratti. Ao voltar ao Brasil, gravou um novo projeto ao vivo. Intitulado BandaDois, o espetáculo foi gravado no Teatro Bradesco do Shopping Bourbon, em São Paulo, nos dias 28 e 29 de setembro, sob direção do cineasta brasileiro Andrucha Waddington. O espetáculo consiste em uma apresentação com "voz, violão e alguns convidados" apenas. Em novembro, Gil excursionou pela Europa com o projeto "The String Concert", ao lado de seu filho Bem e Jaques Morelenbaum. Em dezembro de 2009, chegou às lojas BandaDois, e o cantor continuou com a turnê "The String Concert", agora pelos Estados Unidos.
Em 11 de junho de 2010 Gil lançou seu 57.º álbum, pela Universal Music. Intitulado Fé na Festa, o trabalho foi dedicado totalmente às festas dos santos populares - e também lançado no início das festividades -, com canções de maxixe, baião, xote e forró, consideradas por diversos críticos como um "retorno às origens do baiano" — uma vez que esse recebera, enquanto criança, grande influência de Luiz Gonzaga. Entre as canções do projeto estão "Aprendi com o Rei", homenagem a Gonzaga, "Dança da Moda", "Marmundo", entre outras. A turnê de Fé na Festa, foi introduzida no circuito das festas juninas no Nordeste do País, e em diversas regiões do País, promovendo o álbum. Essa sequência de espetáculos rodou a Europa também, conhecida como "For All", com calorosa recepção. Meses depois, Retirante chegou às lojas do país. Trata-se de um álbum duplo com 32 canções do início da carreira de Gilberto Gil - de 1962 a 1966. Boa parte desse álbum contém faixas feitas apenas com voz e violão, entre as composições estão "Roda", "Me Diga", "Moço", "Ensaio Geral", entre outros. A pesquisa e resgate foi feito pelo pesquisador Marcelo Fróes, acompanhado por Gil. Sobre a direção de Andrucha Waddington, a turnê do álbum Fé na Festa, tornou-se um documentário, com uma apresentação gravada no Retiro dos Artistas, em Jacarepaguá, Rio de Janeiro. Fé na Festa: Ao Vivo, foi lançado em 9 de dezembro de 2010, e além da apresentação.

### 2011–17: A conspiração, 70 anos e outros projetos
Meses depois do lançamento do documentário Fé na Festa, o cineastas Andrucha Waddington e Lula Buarque de Hollanda, sócios da Conspiração Filmes, lançaram um box, contendo sete DVDs lançados/sobre Gilberto Gil e sua carreira. A Conspiração de Gilberto Gil, contém documentário dirigidos por Hollanda (Pierre Verger: Mensageiro entre Dois Mundos - narrado por Gil -, Filhos de Gandhi e Kaya N’gan Daya), ao passo que Waddington assina os músicas (Banda Dois e iva São João!, além do filme Eu, Tu, Eles - cuja trilha sonora é assinada por Gil - e o documentário Tempo Rei, codirigido por Hollanda). Gravado no Teatro Tom Jobim, no Jardim Botânico do Rio de Janeiro, em outubro de 2011, Gil +10: O Retrato da Música Brasileira, trata-se de um espetáculo acústico, onde Gil recebeu dez convidados para interpretar canções de seu repertório. O projeto foi promovido pela MPB FM, e fora lançamento pela Go2Music. Foram convidados Ana Carolina, Erasmo Carlos, Lenine, Maria Gadú, Mart'nália, Os Paralamas do Sucesso, Dona Ivone Lara, Milton Nascimento, Zeca Pagodinho e Preta Gil.

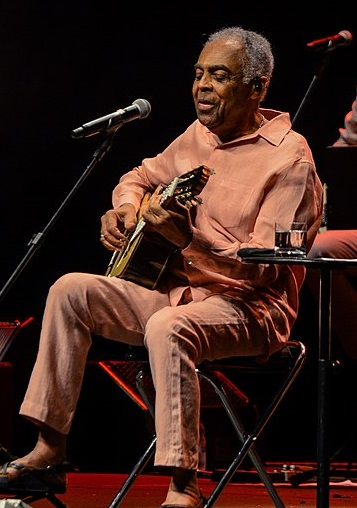
Gil se apresentando em São Paulo, novembro de 2018.

Em 10 de setembro de 2011, foi anunciado que o artista seria protagonista de um documentário dirigido pelo suíço Pierre Yves e pelo francês Emmanuel Gétaz e produzido pelo brasileiro Daniel Rodriguez, sobre o cantor e suas viagens para três países do Hemisfério Sul: Brasil, África do Sul e Austrália; retratando as conexões políticas-geográficas que os une. O documentário, ainda deve conter cenas do carnaval de Salvador em terreiros de candomblé, e encontros de Gilberto Gil com pensadores e artistas sul-africanos, poetas e líderes e cantores australianos. Connecting South: The New World, ainda não tem data de lançamento, mas, a previsão é que seja lançada ainda em 2012. Inspirada na canção "Domingo no Parque" (1967), a Companhia de Teatro O Cidadão de Papel, fez uma montagem dirigida por Marcos Oliveira, em Salvador. Segundo o autor Leandro Rocha, "a peça 'Domingo no Parque' é também uma homenagem a Gilberto Gil, que consegue abordar diferentes temas em sua obra musical, muitos deles de maneira cênica”.
Para comemorar os 70 anos de idade, o artista iniciou em 18 de maio de 2012, uma miniturnê conhecida como "Concerto de Cordas & Máquinas de Ritmo". Apresentou-se em algumas cidades do País, ao lado de orquestras, como a Orquestra Sinfônica da Bahia - que acompanhou o artista em sua estreia no Teatro Castro Alves, em Salvador. Depois da apresentação no Theatro Municipal do Rio de Janeiro, em 28 de maio, onde gravou o DVD comemorativo ao lado da Orquestra Petrobras Sinfônica, a série de apresentações foi para a Europa. O projeto, originalmente, surgiu em 2006, na época do lançamento do álbum Gil Luminoso, porém, apenas em 2012 saiu do papel, que agora, conta com a regência do maestros Jaques Morelenbaum e Carlos Prazeres.
Um dia antes do aniversário de Gilberto Gil o site YouTube transmitiu uma hora do espetáculo "Concerto de Cordas & Máquinas de Ritmo", gravado no Theatro Municipal do Rio de Janeiro. No canal oficial do cantor, era possível encontrar depoimentos exclusivos de diversos artistas falando sobre Gil, além de falas do próprio artista.
Em 5 de agosto de 2016 participou da cerimônia de abertura dos Jogos Olímpicos Rio 2016, cantando Isso Aqui, o Que É ao lado de Caetano Veloso e Anitta.

### 2018–presente: OK OK OK, GIL e outros projetos
Em janeiro de 2018 fez um show com ritmistas da escola de samba Vai-Vai, cujo enredo para o Carnaval foi inspirado nele.
Em agosto de 2018 Gilberto Gil lança o álbum OK OK OK pela gravadora Biscoito Fino. O álbum foi eleito o 4.º melhor disco brasileiro de 2018 pela revista Rolling Stone Brasil e um dos 25 melhores álbuns brasileiros do segundo semestre de 2018 pela Associação Paulista de Críticos de Arte. Em 2019, ele venceu o Grammy Latino de Melhor Álbum de Música Popular Brasileira.
Em agosto de 2019 participou do programa Criança Esperança da Rede Globo, onde cantou uma versão de sua canção Palco com a cantora Anitta. Neste mesmo mês, a trilha sonora do Espetáculo do Grupo Corpo, "GIL", foi lançada. Em novembro do mesmo ano, fez um show com a banda BaianaSystem. Gil também entrou num processo criativo para escrever canções inéditas para o álbum Giro (2019) da cantora Roberta Sá, disco este produzido por Bem Gil.
Em 2025, fez parte do elenco do filme Samba Infinito, dirigido por Leonardo Martinelli, que teve estreia mundial na competição do Festival de Cannes, na mostra Semaine de la Critique. O filme seguiu para ter sua estreia brasileira do Festival de Cinema de Gramado. 

### Estilo musical e influências

Luiz Gonzaga em 1957.

Gil é tenor, mas canta no registro de barítono ou falsete, com letras e/ou sílabas dispersas. Suas letras são sobre assuntos que vão da filosofia à religião, contos populares e jogo de palavras. O estilo musical de Gil incorpora uma ampla gama de influências. A primeira música a que ele foi exposto incluiu The Beatles e artistas de rua em várias áreas metropolitanas da Bahia. Durante seus primeiros anos como músico, Gil se apresentou principalmente em uma mistura de estilos tradicionais brasileiros com ritmos de duas etapas, como baião e samba. Ele afirma que "Minha primeira fase foi de formas tradicionais. Nada experimental. Caetano [Veloso] e eu seguimos a tradição de Luiz Gonzaga e Jackson do Pandeiro, combinando samba com música nordestina". O crítico de música americano Robert Christgau disse que, juntamente com Jorge Ben, Gil estava "sempre pronto para ir mais longe do que os outros gênios do samba/bossa".
Como um dos pioneiros da tropicália, influências de gêneros como rock e punk têm sido difundidas em suas gravações, assim como nas de outras estrelas do período, incluindo Caetano Veloso e Tom Zé. O interesse de Gil pela música baseada no blues do pioneiro do rock psicodélico Jimi Hendrix, em particular, foi descrito por Veloso como tendo "consequências extremamente importantes para a música brasileira". Veloso também observou a influência do guitarrista e cantor brasileiro Jorge Ben no estilo musical de Gil, juntamente com o da música tradicional. Após o auge da tropicália na década de 1960, Gil tornou-se cada vez mais interessado na cultura negra, particularmente no gênero musical jamaicano reggae. Ele descreveu o gênero como "uma forma de democratizar, internacionalizar, falar uma nova língua, uma forma heideggeriana de transmitir mensagens fundamentais".
Visitando Lagos, na Nigéria, em 1976 para o Festival de Cultura Africana (FESTAC), Gil conheceu os músicos Fela Kuti e Stevie Wonder. Ele se inspirou na música africana e depois integrou alguns dos estilos que ouvira na África, como juju e highlife, em suas próprias gravações. Um dos mais famosos destes registros de influência africana foi de 1977 álbum Refavela, que incluiu "No Norte da Saudade", uma canção fortemente influenciado pelo reggae. Quando Gil voltou ao Brasil após o asilo, ele se concentrou na cultura afro-brasileira, tornando-se membro do grupo afoxé de Carnaval Filhos de Gandhy.
Por outro lado, seu repertório musical dos anos 80 apresentou um desenvolvimento crescente de tendências de dança, como disco, funk e soul, bem como a incorporação anterior de rock e punk. No entanto, Gil diz que seu álbum de 1994, Acústico MTV, não era uma direção tão nova, como ele já havia se apresentado desconectado de Caetano Veloso. Ele descreve o método de tocar como mais fácil do que outros tipos de apresentação, pois a energia do toque acústico é simples e influenciada por suas raízes. Gil foi criticado por um envolvimento conflitante na música brasileira autêntica e na arena musical mundial. Ele teve que seguir uma linha tênue, permanecendo simultaneamente fiel aos estilos tradicionais da Bahia e se envolvendo com os mercados comerciais. Os ouvintes na Bahia têm aceitado muito mais sua mistura de estilos musicais, enquanto os do sudeste do Brasil se sentem em desacordo com isso.

## Carreira política
Em 1988, mesmo gravando, fazendo shows e se envolvendo em causas sociais, elegeu-se vereador em Salvador, sua cidade natal, pelo Partido do Movimento Democrático Brasileiro (PMDB) com exatos 11 111 votos. Em 21 de março de 1990, filia-se ao Partido Verde (PV), como membro da Comissão Nacional Executiva.
Em janeiro de 2003, quando o presidente Luiz Inácio Lula da Silva tomou posse, nomeou-o para o cargo de ministro da Cultura, nomeação que originou severas críticas de personalidades como Paulo Autran e Marco Nanini em entrevistas à Folha de S.Paulo.
Entretanto, permaneceu no cargo de ministro por cinco anos e meio. Deixou o Ministério em 30 de julho de 2008 para voltar a dedicar-se com maior exclusividade à sua vida artística. Em 28 de agosto, participou da solenidade de posse oficial de seu sucessor no Ministério, Juca Ferreira.
| “ | Ele teve uma recaída e quer voltar a ser um grande artista. Gil não é imprescindível apenas para a política. | ” |

### Cargos
- Vereador na Câmara Municipal de Salvador: 1989 a 1992 (teve exatos 11 111 votos).
- Ministro da Cultura: 1 de janeiro de 2003 a 30 de julho de 2008.

### Liberdade digital
Gilberto Gil é um dos principais defensores do Software Livre e da Liberdade Digital. Em 29 de janeiro de 2005, durante um debate sobre Software Livre no Fórum Social Mundial 2005, foi muito aplaudido após defender o Software Livre e a Liberdade Digital. Algumas de suas palavras neste debate:
| “ | A batalha do software livre, da Internet livre e das conexões livres vão muito além delas, de seus interesses. É a mais importante, e também a mais interessante, e a mais atual das batalhas políticas. Claro que há uma revolução francesa, ou várias revoluções francesas, a fazer no planeta, seja dentro dos países, seja no comércio internacional. Ainda nos defrontamos não apenas com discursos do século XIX, mas também com realidades do Século 19. Mas não podemos secundarizar o presente. E o futuro. | ” |

| “ | Não se trata de um movimento "anti", mas de um movimento "pro", ou seja, a favor da valorização e da disseminação de uma nova cidadania global, da capacidade de autodeterminação das pessoas, de novas formas de interação e articulação, da liberdade real de produção e difusão da subjetividade, da busca do saber, da informação, do exercício da sensibilidade e da coletividade. E como estou valorizando o lado "pro" do Fórum, quero propor a vocês a constituição imediata, a partir deste encontro, de uma convocação global pela liberdade digital da humanidade, complementar à convocação global pela erradicação da pobreza lançada por diversas ONGs neste Fórum e abraçada pelo presidente Lula. Sejamos corajosos e substantivos em relação a isso. | ” |

Todo esse movimento visa uma mudança de comportamento social muito maior que repensa a forma como é tratado o direito autoral hoje.
Gilberto Gil foi o primeiro brasileiro a ceder direitos autorais de uma canção promovida mundialmente pela Creative Commons em 2004, com a música Oslodum.
Em 11 de março de 2007, o jornal estadunidense The New York Times dedicou uma matéria aos esforços de Gilberto Gil em relação a "flexibilizar direitos autorais". A matéria, intitulada Gilberto Gil Hears the Future, Some Rights Reserved (Gil ouve o futuro, com alguns direitos reservados) elogia o trabalho do ministro da cultura quanto à aliança formada com a Creative Commons em 2003, uma de suas primeiras ações como ministro. "Minha visão pessoal é que a cultura digital traz consigo uma nova ideia de propriedade intelectual, e que esta nova cultura de compartilhamento pode e deve informar políticas governamentais.", disse Gil.

## Vida pessoal

### Filhos
O cantor é pai de oito filhos. Do casamento com Belina de Aguiar Gil Moreira teve: Nara de Aguiar Gil Moreira (22 de fevereiro de 1966) e Marília de Aguiar Gil Moreira (3 de fevereiro de 1967). Do casamento com Sandra Barreira Gadelha Gil Moreira, teve Pedro Gadelha Gil Moreira (17 de maio de 1970 – 25 de janeiro de 1990), Preta Maria Gadelha Gil Moreira (8 de agosto de 1974 – 20 de julho de 2025) e Maria Gadelha Gil Moreira (13 de janeiro de 1976). Com Flora Nair Giordano Gil Moreira, teve Bem Giordano Gil Moreira (13 de janeiro de 1985), Isabela Giordano Gil Moreira (3 de janeiro de 1988) e José Gil Giordano Gil Moreira (27 de agosto de 1991). Em 24 de novembro de 2015 nasce Sol de Maria, filha de Francisco Gil e Laura Fernandez e neta de Preta Gil, sendo a primeira bisneta de Gilberto Gil. Em junho de 2016, ao completar 7 meses de vida, Sol de Maria recebe uma canção do bisavô, que recentemente havia deixado o hospital onde estivera internado para tratamento de uma insuficiência renal.
Em 25 de janeiro de 1990, aos 19 anos de idade, Pedro Gil, filho mais velho do cantor com Sandra, sofreu um acidente de carro e ficou em estado de coma. Pedro era baterista do grupo de rock carioca Egotrip, considerado um extraordinário instrumentista. Ao voltar de São Paulo para o Rio de Janeiro, acabou dormindo ao volante e perdeu o controle do automóvel. O carro bateu em uma árvore na Lagoa Rodrigo de Freitas, na Curva do Calombo, e capotou diversas vezes. Foi resgatado e levado para o Hospital Beneficência Portuguesa, com uma fratura no crânio e traumatismo cranioencefálico. Em 2 de fevereiro, depois de oito dias internado na Unidade de Tratamento Intensivo em coma profundo, o jovem instrumentista morreu.
O ex-ministro possui ascendência beninense, norte-africana, ugandense, angolana, serra-leonina, britânica, irlandesa, húngara e indígena.

### Relacionamentos
Em 29 de maio de 1964, Gilberto Gil casou-se com Belina, que passou a ser chamada Belina de Aguiar Gil Moreira, mudou-se para São Paulo, e começou a trabalhar como trainee na Gessy Lever. Depois de um mês de estada em um hotel, e igual período de tempo em Campinas, mudou-se para Cidade Vargas, bairro do subúrbio da capital paulistana. Ele, então, passou a dividir seu tempo com as responsabilidades do escritório e da música. Em 1966, em Salvador, nasceu a primeira filha de Gil e Belina, Nara de Aguiar Gil Moreira. Um contrato assinado com a Philips fez com que a família mudasse para a cidade do Rio de Janeiro e, tempos depois, em 3 de fevereiro de 1967 nasceu a segunda filha do casal Marília de Aguiar Gil Moreira. Depois de uma viagem ao Recife, Gil voltou ao Rio de Janeiro influenciado pela cultura popular da região. Em março, separou-se de Belinda e, no mês seguinte, passou a viver com a cantora Nana Caymmi.

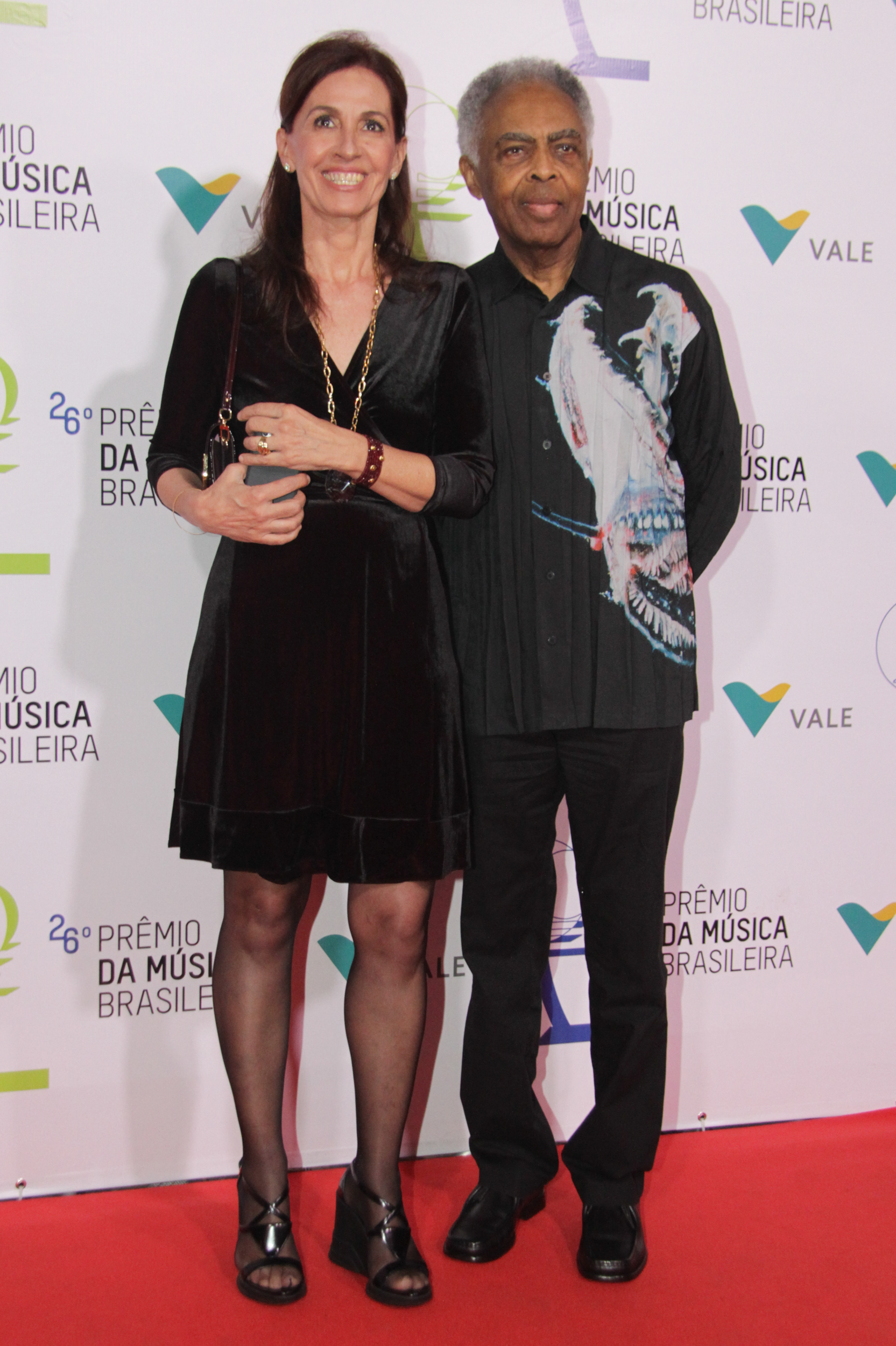
Gilberto Gil com sua esposa Flora, durante o 26° Prêmio da Música Brasileira, 2015, no Theatro Municipal do Rio de Janeiro.

Em novembro de 1968, em meio à efervescência do movimento Tropicalista, fundado por Gil, ele passou a namorar Sandra Barreira Gadelha ("Drão"), ex-bancária em Salvador. Em dezembro ele e Caetano Veloso foram presos, devido ao Ato Institucional n.º 5, que cerceou a liberdade artística e dos cidadãos. Ali, Gil adotou uma dieta macrobiótica, e estudou o misticismo oriental. Foi solto em fevereiro, ficando até julho em regime de confinamento, até saírem do país. Nesse meio tempo, Gil conviveu com Duate e o músico e filósofo Walter Smetak. Em março, casa-se com Sandra. Devido à pressão política, Gil e sua esposa foram obrigados a abandonar o País, mudando-se para Londres, onde, em 17 de maio de 1970, nasceu o terceiro filho do cantor, Pedro Gadelha Gil Moreira. Gil morava na 16 Redesdale Street, em Chelsea, mudou-se para Hampton Court. Em 14 de janeiro de 1972, Gil recebeu autorização para voltar ao país com sua família. Em 8 de agosto de 1974, nasceu Preta Maria Gadelha Gil Moreira, quarta filha do cantor, no Rio de Janeiro. Dois anos depois, em 13 de janeiro de 1976, nasceu em Salvador, Maria Gadelha Gil Moreira, filha de Gil e Sandra.
Em Salvador, durante o mês de janeiro de 1979, o cantor conheceu a comerciária Flora Nair Giordano, e no ano seguinte separou-se de Sandra e em setembro passou a viver com Flora. Em 13 de janeiro de 1985, nasceu Bem Giordano Gil Moreira, primeiro filho do casal, no Rio de Janeiro. Dois anos depois, em 1987, Gil tornou-se presidente da Fundação Gregório de Mattos, e mudou-se para Salvador. Sua família se transferiu para a cidade posteriormente, ali, em 3 de janeiro de 1988, nasce Isabela Giordano Gil Moreira, segunda filha dos dois. Gil casou-se no civil com Flora em 10 de junho de 1988. Ela, agora Flora Giordano Gil Moreira, tornou-se administradora das empresas do artista.
Em 27 de agosto de 1991, nasce o terceiro filho de Gil e Flora, José Gil Giordano Gil Moreira. Em 17 de setembro de 2008 nasce sua neta, Flor, filha de Isabela (Bela Gil), em Nova York. Em 2009, o cantor obteve a cidadania italiana, por ser casado com Flora Giordano, neta de italianos.
Em 2023, Gilberto Gil revelou também ter se relacionado com homens, afirmando "Somos todos bissexuais".

### Saúde
Desde fevereiro de 2016, quando foi diagnosticado com um quadro de hipertensão arterial, Gil já estivera internado por várias vezes no Hospital Sírio-Libanês, em São Paulo. Posteriormente o artista foi diagnosticado com uma síndrome cardiorrenal — uma combinação de insuficiência renal com insuficiência cardíaca, sendo que o tratamento da doença requer internações mensais, até novembro de 2016.

### Prisão
Em 1976, em Florianópolis, Gilberto Gil foi denunciado pelo Ministério Público e julgado após prisão em flagrante por consumo de maconha. Em sua defesa, ele alegou dependência física e psicológica, sendo internado no Instituto Psiquiátrico São José.

## Discografia

### Álbuns de estúdio
- 1962 - Retirante
- 1962-1963 - Salvador
- 1967 - Louvação[22]
- 1968 - Tropicalia ou Panis et Circencis - (com Caetano Veloso, Gal Costa, Os Mutantes, Torquato Neto, Tom Zé, Nara Leão e Rogério Duprat)[22]
- 1968 - Gilberto Gil
- 1969 - Gilberto Gil
- 1970 - Copacabana Mon Amour (trilha sonora)
- 1971 - Gilberto Gil
- 1972 - Expresso 2222
- 1974 - Cidade do Salvador
- 1975 - Refazenda[22]
- 1975 - Gil & Jorge: Ogum, Xangô - (com Jorge Ben)
- 1977 - Refavela[22]
- 1979 - Nightingale[22]
- 1979 - Realce
- 1981 - Brasil - (com Maria Bethânia, Caetano Veloso e João Gilberto)
- 1981 - Luar (A Gente Precisa Ver o Luar)[22]
- 1982 - Um Banda Um
- 1983 - Extra[22]
- 1984 - Quilombo (trilha sonora)[22]
- 1984 - Raça Humana[22]
- 1985 - Dia Dorim Noite Neon[22]
- 1987 - Um Trem para as Estrelas (trilha sonora)
- 1989 - O Eterno Deus Mu Dança[22]
- 1991 - Parabolicamará[22]
- 1993 - Tropicália 2 - (com Caetano Veloso)[22]
- 1997 - Quanta[22]
- 1998 - Quanta Gente Veio Ver[22]
- 1998 - O Sol de Oslo[22]
- 2000 - As Canções de Eu, Tu, Eles (trilha sonora)[22]
- 2000 - Gil & Milton - (com Milton Nascimento)[22]
- 2002 - Kaya N'Gan Daya[22]
- 2002 - Z: 300 Anos de Zumbi (trilha sonora)
- 2006 - Gil Luminoso[22]
- 2008 - Banda Larga Cordel
- 2010 - Fé na Festa
- 2014 - Gilbertos Samba
- 2018 - OK OK OK[22]

### Álbuns ao vivo
- 1972 - Barra 69: Caetano e Gil ao Vivo na Bahia - (com Caetano Veloso)[22]
- 1974 - Temporada de Verão: Ao Vivo na Bahia - (com Caetano Veloso e Gal Costa)
- 1974 - Gilberto Gil: Ao Vivo
- 1976 - O Viramundo[22]
- 1978 - Ao Vivo em Montreux
- 1977 - Refestança - (com Rita Lee & Tutti Frutti)
- 1987 - Em Concerto
- 1988 - Ao Vivo em Tóquio[22]
- 1994 - Acústico MTV
- 1995 - Esotérico: Live in USA 1994
- 1995 - Oriente: Live in Tokyo
- 1996 - Em Concerto
- 1998 - Ao Vivo em Tóquio (Live in Tokyo) [Braziloid]
- 2001 - São João Vivo[22]
- 2002 - Quanta Live[22]
- 2004 - Eletracústico
- 2005 - Ao Vivo
- 2009 - BandaDois[22]
- 2010 - Fé na Festa: Ao Vivo[22]
- 2011 - Gil + 10: Gilberto Gil Convida ao Vivo
- 2012 - Concerto de Cordas e Máquinas de Ritmo[22]
- 2012 - Ivete, Gil e Caetano - (com Ivete Sangalo e Caetano Veloso)[22]
- 2014 - Live in London '71 - (com Gal Costa)[22]
- 2014 - Gilbertos Samba Ao Vivo[22]
- 2015 - Dois Amigos, Um Século de Música - (com Caetano Veloso)
- 2018 - Trinca de Ases - (com Gal Costa e Nando Reis)

### Coletâneas
- 1998 - Ensaio Geral (caixa com gravações de 1967 a 1977)[22]
- 2005 - The Very Best of Gilberto Gil - The Soul of Brazil
- 2006 - Rhythms of Bahia

## Livros
- O poético e o político e outros escritos, 1988 - com Antonio Risério;[124]
- Gilberto bem perto, 2013 - com Regina Zappa;[125]
- Cultura pela Palavra, 2013 - com Juca Ferreira;[126]
- Disposições amoráveis, 2016 - com Ana de Oliveira.[127]

## Prêmios e indicações
| Ano  | Trabalho                   | Prêmio                                                                | Resultado |
| ---- | -------------------------- | --------------------------------------------------------------------- | --------- |
| 1981 | N/A                        | Medalha Anchieta—Câmara Municipal de São Paulo                        | Venceu    |
| 1986 | N/A                        | Golfinho de Ouro—Governo do Estado do Rio de Janeiro                  | Venceu    |
| 1990 | N/A                        | Ordre des Arts et des Lettres—Ministério da Cultura de França         | Venceu    |
| 1990 | N/A                        | Comendador da Ordem de Rio Branco                                     | Venceu    |
| 1997 | N/A                        | Ordem Nacional do Mérito                                              | Venceu    |
| 1998 | Quanta Live                | Grammy Award—Best World Music Album                                   | Venceu    |
| 1999 | N/A                        | Ordem do Mérito Cultural—Ministério da Cultura                        | Venceu    |
| 1999 | N/A                        | Artista pela Paz da UNESCO—ONU                                        | Venceu    |
| 2001 | Eu Tu Eles                 | Cinema Brazil Grand Prize—Best Music                                  | Indicado  |
| 2001 | As Canções De Eu, Tu, Eles | Grammy Latino—Brazilian Roots/Regional Album                          | Venceu    |
| 2001 | N/A                        | Embaixador da Boa Vontade da UNESCO—Food and Agriculture Organization | Venceu    |
| 2002 | Viva São João!             | Passista Trophy—Long Documentary - Best Score                         | Venceu    |
| 2002 | São João Vivo              | Grammy Latino—Melhor cantor brasileiro/Álbum regional                 | Venceu    |
| 2003 | N/A                        | Personalidade do Ano da Academia Latina da Gravação                   | Venceu    |
| 2005 | Eletracústico              | Grammy Award—Best Contemporary World Music Album                      | Venceu    |
| 2005 | N/A                        | Polar Music Prize                                                     | Venceu    |
| 2005 | N/A                        | Légion d'honneur                                                      | Venceu    |
| 2019 | OK OK OK                   | Grammy Latino de Melhor Álbum de Música Afro-Portuguesa-Brasileira    | Venceu    |

- Em abril de 2003, já na condição de ministro da Cultura, é admitido ao Grande-Oficialato da Ordem do Mérito Militar do Brasil pelo presidente Luiz Inácio Lula da Silva.[3]
- 23 de julho de 2003 – agraciado com a Grã-Cruz da Ordem do Infante D. Henrique de Portugal.[2]
- Em agosto de 2005, é promovido pelo presidente Lula ao grau de Grã-Cruz suplementar da Ordem de Rio Branco.[4]
- Em 11 de novembro de 2010 vence mais dois prêmios no Grammy Latino, Melhor Álbum de Música Popular Brasileira por BandaDois, e Melhor Álbum de Músicas de Raízes Brasileiras por Fé na Festa.[131]
- Em 2015, seu DVD ao vivo Gilberto Sambas ao Vivo ganhou o 26.º Prêmio da Música Brasileira na categoria Melhor DVD Especial.[136]
- Em 2016, seu CD Dois Amigos, um Século de Música feito em parceria com Caetano Veloso ganhou o 27.º Prêmio da Música Brasileira na categoria Melhor Álbum de MPB.[137]

### Doutor Honoris Causa
Gil já coleciona 12 títulos de Doutor Honoris Causa, concedidos por universidades brasileiras e estrangeiras. Sendo elas: Universidade Federal da Bahia (2005), Fundação Luiz Ademir Cultura (2006), Universidade de Aveiro (2006),  Universidade Tulane (2006), Universidade de Ohio (2007), Universidade Lusófona de Humanidades e Tecnologias (2008), Berklee College of Music (2021), Universidade Nova de Lisboa (2023), Instituto Federal da Bahia (2023), Universidade do Estado do Rio de Janeiro (2024), Universidade Regional do Cariri (2024) e Universidade Federal do Rio de Janeiro (2024).